# Landescheinwerfer

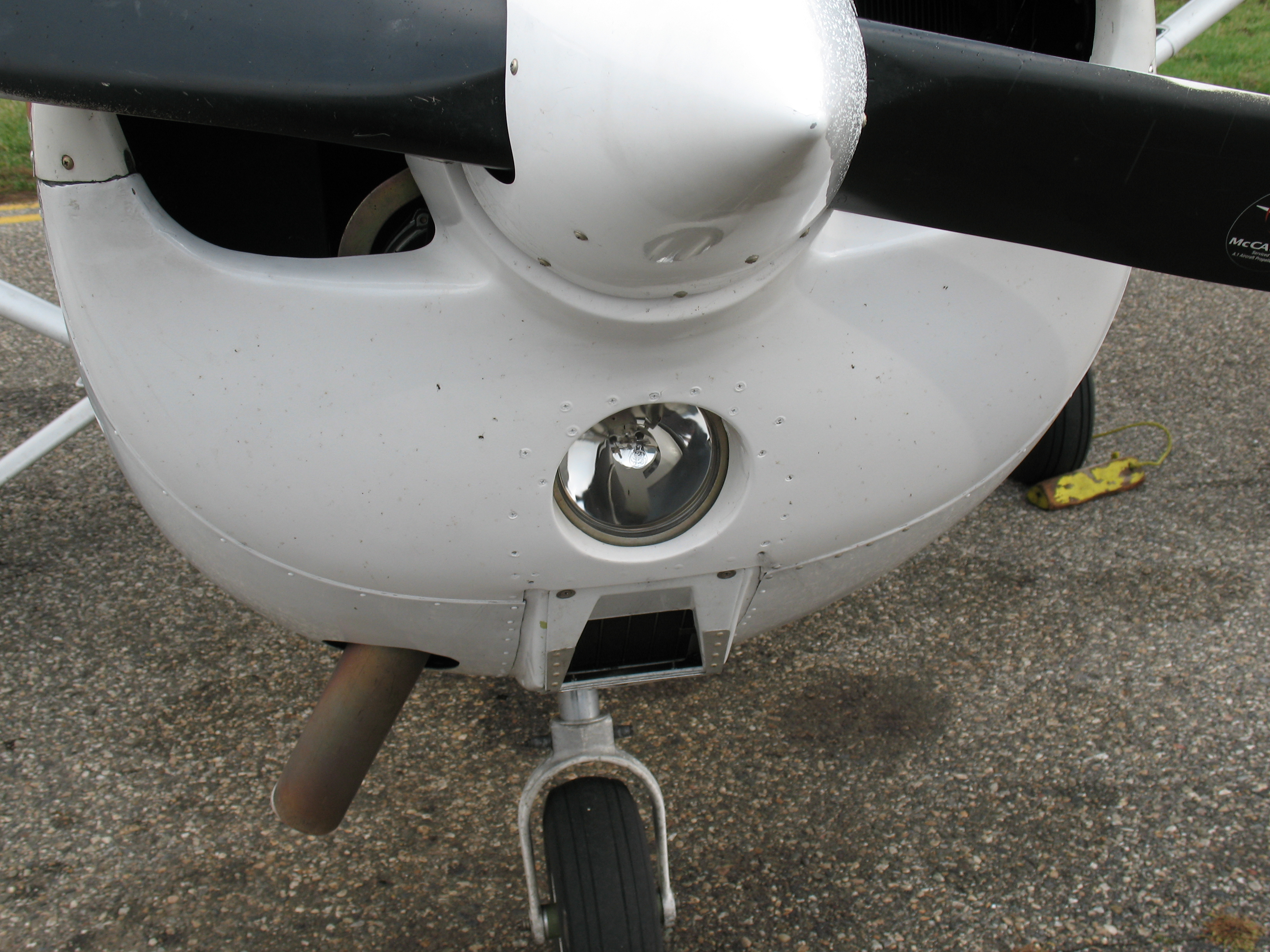
Landescheinwerfer einer Cessna 172

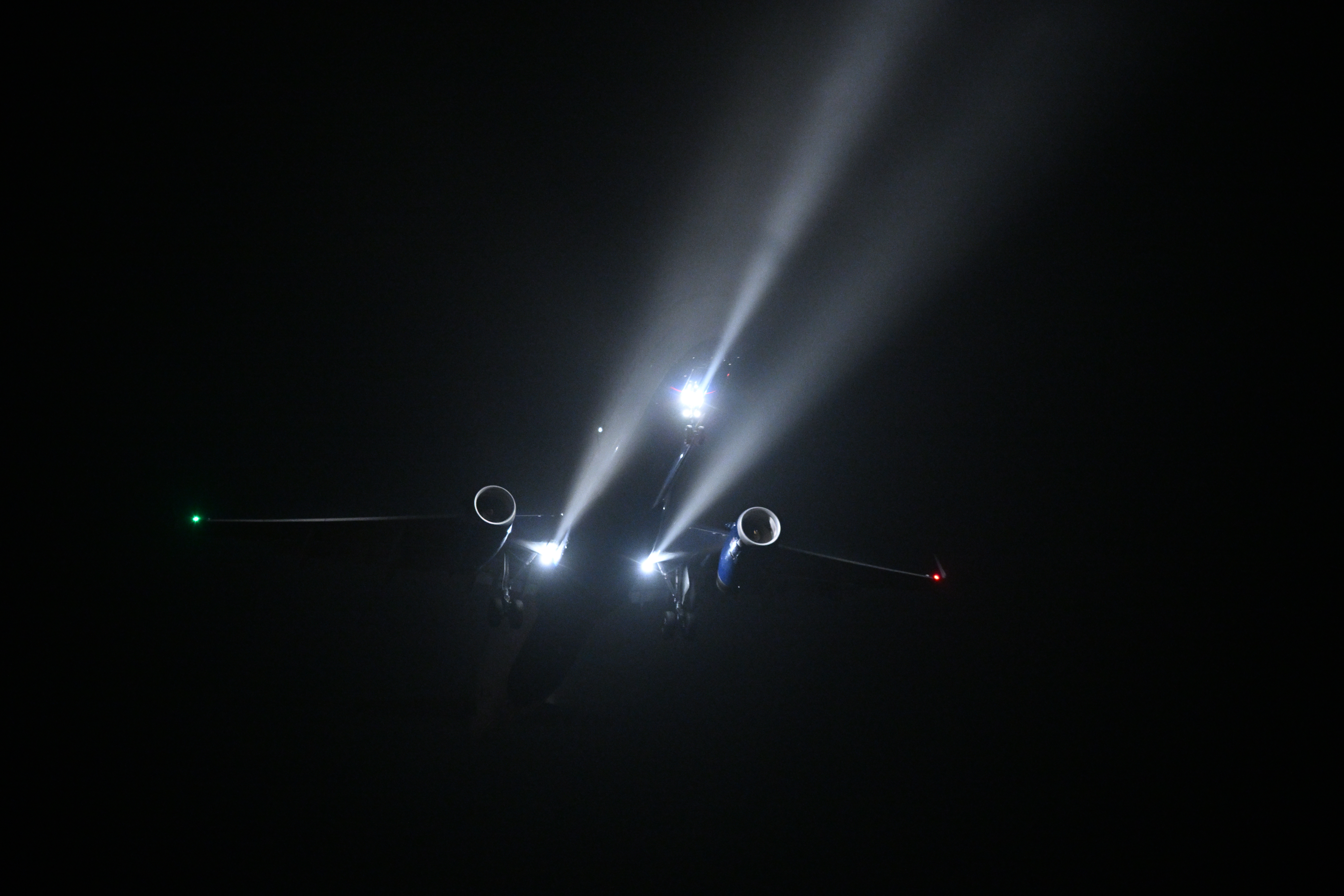
Landescheinwerfer eines Airbus A321

Ein Landescheinwerfer ist eine Beleuchtungseinrichtung an Luftfahrzeugen. 
Landescheinwerfer können als kontinuierlich leuchtendes Licht ausgeführt sein, ebenso gibt es bei manchen Flugzeugen die Möglichkeit, pulsierendes Licht zur Kollisionsvermeidung abzustrahlen, sofern eine Landebahnausleuchtung momentan nicht erforderlich ist (z. B. bei Landeanflügen bei Tag). Sie werden beim Landeanflug sowie beim Start eingeschaltet. Trotz der starken Intensität des Lichtes sind Landescheinwerfer allerdings erst in unmittelbarer Nähe zum Boden wirksam, um aus der Pilotensicht die Piste auszuleuchten. Zur genauen Positionierung des Flugzeuges auf dem Anflugpfad sind andere Hilfsmittel wie die Landebahnbefeuerung oder funkgestützte Anflugshilfen wie das ILS vorrangig. Sind keine weiteren Scheinwerfer, etwa spezielle Rollscheinwerfer vorhanden, werden sie auch zum Rollen bei Nacht verwendet. Neben der Vermeidung von Kollisionen mit anderen Luftfahrzeugen helfen bei Tag eingeschaltete Landescheinwerfer das Risiko von Kollisionen mit Vögeln zu reduzieren. 
Als Leuchtmittel werden unterschiedliche Glühlampen, Halogenlampen oder Entladungslampen (Xenonlicht) mit oder ohne integriertem Reflektor eingesetzt. Die Betriebsspannung beträgt üblicherweise 28 Volt. Bei Leichtflugzeugen sind auch 12 Volt gebräuchlich. Für Ultraleichtflugzeuge sind Kombinationen mit dem Antikollisionslicht (kurz ACL von engl. anti collision light) bekannt, die mit Leuchtdioden arbeiten.
Manche Flugzeuge verfügen zusätzlich nach unten strahlende „Flare Lights“ für die bessere Ausleuchtung der Piste während der Landung (z. B. De Havilland DHC-8). Größere Flugzeuge sind häufig mit „turnoff lights“ zur besseren seitlichen Ausleuchtung der Abrollwege ausgestattet.

## Landescheinwerfer in der Bühnentechnik
Landescheinwerfer-Leuchtmittel (Glühlampen mit integriertem Reflektor) werden auch in der Bühnentechnik verwendet. Die Leuchtmittel gibt es in vielen unterschiedlichen Versionen: PAR 16, 20, 30, 36, 38, 56 und 64, mit 35 W bis hin zu 1000 W. Diese werden meist an Dimmern zusammengeschlossen, um sie im Lichtdesign via DMX nutzen zu können. Diese Kombination aus 8 PAR Scheinwerfern (8 × 28 V = 224 V für die 230 V Netzspannung in Europa) wird auch häufig als Lichtfinger bezeichnet, die sehr häufig auf Bühnen aller Art anzutreffen sind. Gerade im Bereich der von Heavy Metal geprägten Festivals sind vor den Lichtfingern oft auch Blaufilter (CTB-Filter von engl. Convert To Blue) angebracht, die den Rotanteil herausfiltern, um das Licht kälter erscheinen zu lassen.